# Микец (недельная глава)

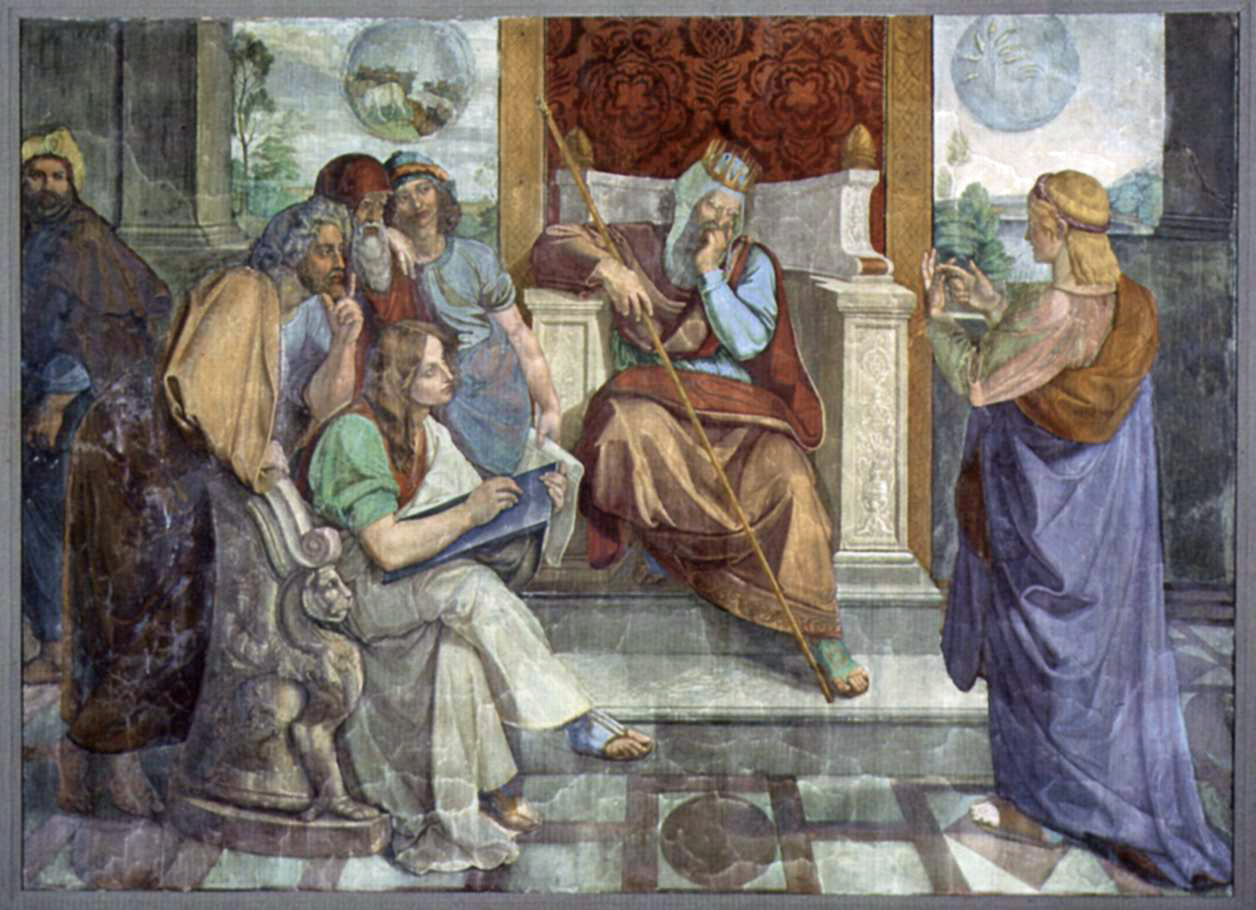
Иосиф толкует сон Фараона (фреска ок. 1816—1817 Петерa Йозефa фон Корнелиусa)

Глава «Микец» (ивр. מִקֵּץ‎ — «И было по прошествии») — десятая по счету глава Торы — расположена в первой книге «Берейшит». Своё название, как и все главы, получила по первым значимым словам текста (ва-ихьи микец шнатаим ямим — «И было по прошествии двух лет…»). В состав главы входят стихи с Быт. 41:1 по Быт. 44:17.
Одна из 54 недельных глав — отрывков, на которые разбит текст Пятикнижия (Хумаша).

## Краткое содержание главы
Йосеф наконец выходит из заточения после того, как фараон видит сны о семи тучных коровах, проглоченных семью тощими, и о семи тучных колосьях, проглоченных семью тощими колосьями, и Йосеф дает им истолкование. Он говорит, что наступят семь лет изобилия, вслед за которыми придут семь лет голода, и рекомендует фараону сберегать хлеб на протяжении сытых лет. Фараон назначает Йосефа правителем Египта. Йосеф женится на Аснат, дочери Потифара, и у них рождаются двое сыновей: Менаше и Эфраим (о возвышении Йосефа рассказано в стихах 41:1-41:57).
Голод охватывает близлежащие земли и продовольствие можно достать только в Египте. Десять братьев Йосефа прибывают в Египет, чтобы закупить хлеба. Самый младший — Биньямин — остается дома, поскольку Яаков опасается за его безопасность. Йосеф узнает братьев, но они его нет. Он обвиняет их в том, что они лазутчики, требует, чтобы они привезли Биньямина из дома в подтверждение своих слов о себе, и заточает Шимона в качестве заложника.
Яаков соглашается отпустить Биньямина только после того, как Йеуда принимает на себя абсолютную ответственность за него. На этот раз Йосеф принимает их с радушием, выпускает Шимона и приглашает братьев на пир в свой дворец. Однако затем он подбрасывает свой серебряный кубок в мешок Биньямина. Когда следующим утром братья отправляются домой, их догоняют и возвращают назад. По обнаружении кубка Йосеф заявляет о своем намерении отпустить их домой, оставив «виновника» Биньямина при себе рабом (египетские злоключения братьев описаны в стихах 42:1-44:17).

## Дополнительные факты
Глава разделена на семь отрывков (на иврите — алиёт), которые прочитываются в каждый из дней недели, с тем, чтобы в течение недели прочесть всю главу
- В воскресенье читают псуким с 41:1 по 41:14
- В понедельник читают псуким с 41:15 по 41:38
- Во вторник читают псуким с 41:39 по 41:52
- В среду читают псуким с 41:53 по 42:18
- В четверг читают псуким с 42:19 по 43:15
- В пятницу читают псуким с 43:16 по 43:29
- В субботу читают псуким с 43:30 по 44:17

В понедельник и четверг во время утренней молитвы в синагогах публично читают отрывки из соответствующей недельной главы. Для главы «Ваишлах» это псуким с Быт. 41:1 до Быт. 41:14
В субботу, после недельной главы читается дополнительный отрывок — афтара — отрывок из первой книги «Млахим» (псуким 3:15-4:1).